# 瑟隆库尔
瑟隆库尔（法語：Seloncourt，法語發音：[səlɔ̃kuʁ]）是法国杜省的一个市镇，属于蒙贝利亚尔区。

## 地理
瑟隆库尔（47°27'38"N, 6°51'30"E）面积7.92 平方千米，位于法国勃艮第-弗朗什-孔泰大區杜省，该省份为法国东部内陆省份，北起上索恩省，西接汝拉省，东部及东南部与瑞士接壤，东北部与贝尔福地区省接壤。
与瑟隆库尔接壤的市镇（或旧市镇、城区）包括：旺东库尔、瓦朗蒂涅、欧丹库尔、邦德瓦勒、达勒、埃里蒙库尔、蒂莱。

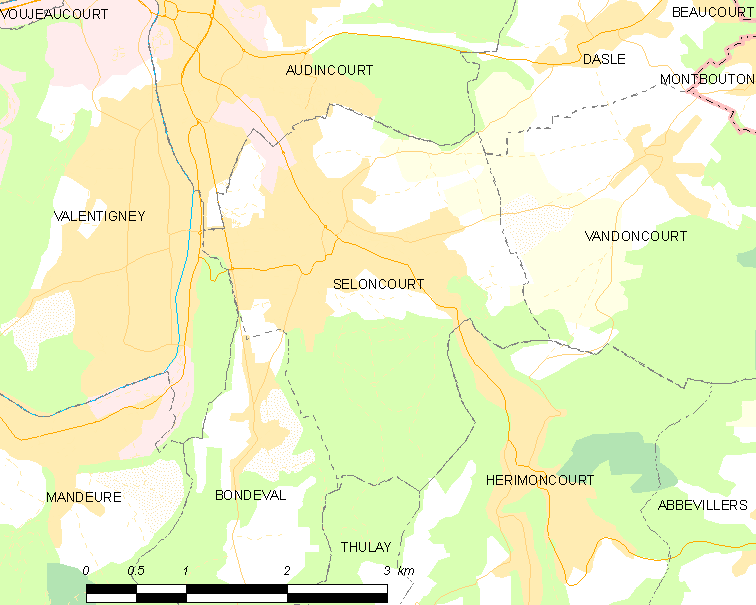
瑟隆库尔的OSM定位图

瑟隆库尔的时区为UTC+01:00、UTC+02:00（夏令时）。

## 行政
瑟隆库尔的邮政编码为25230，INSEE市镇编码为25539。

## 政治
瑟隆库尔所属的省级选区为欧丹库尔县。

## 人口

1962-2008年间瑟隆库尔人口变化图示

瑟隆库尔于2022年1月1日时的人口数量为5812人。